# Chi Nhục tháp
Sarcopyramis là chi thực vật có hoa trong họ Mua.